# Microsoft Messaging
Messaging (còn gọi là Microsoft Messaging) là ứng dụng nhắn tin nhanh Universal Windows Platform dành cho hệ điều hành Windows 8.0, Windows 10 và Windows 10 Mobile. Phiên bản di động cho phép nhắn tin SMS, MMS và RCS. Phiên bản dành cho máy tính để bàn bị hạn chế hiển thị tin nhắn SMS được gửi qua Skype, và tin nhắn SMS thanh toán từ nhà vận hành LTE.